# 康斯坦丁尼夫卡 (聶伯彼得羅夫斯克州)
48°12′24″N 34°29′6″E / 48.20667°N 34.48500°E
康斯坦丁尼夫卡（羅馬化：Kostiantynivka）是烏克蘭中部的村莊，隸屬第聶伯羅彼得羅夫斯克州的第聶伯羅區。該村處於赫魯希夫卡河畔，分別距離貝雷茲努瓦蒂夫卡1公里和霍盧比尼夫卡2公里，海拔高度104米，2001年人口105。